# Colbert (Geòrgia)
Colbert és una població dels Estats Units a l'estat de Geòrgia. Segons el cens del 2000 tenia 488 habitants, 204 habitatges, i 136 famílies. La densitat de població era de 216,6 habitants per km².